# Óscar Ledesma
Óscar Alfredo Ledesma Delor (* 22. August 1931 in Buenos Aires; † 20. Oktober 2004 in Santiago) war ein argentinischer Fußballspieler. Der zentrale Mittelfeldspieler wurde 1958 chilenischer Meister.

## Karriere
Óscar Ledesma begann seine Profikarriere beim CA Independiente, bei dem er in seiner Debütsaison 1948 argentinischer Meister wurde. Nach einer kurzen Station bei River Plate wechselte er 1950 nach Chile, wo er den Rest seiner Karriere verbrachte. Zuerst spielte er für die Santiago Wanderers und anschließend fünf Jahre bei Ferrobadminton. Bei seiner Rückkehr zu den Wanderers gewann Ledesma die Meisterschaft 1958. Nach einer weiteren Station bei Everton beendete er seine Karriere 1960 beim CD Magallanes.

## Erfolge
Independiente
- Argentinischer Meister: 1948

Santiago Wanderers
- Chilenischer Meister: 1958